# The Defense Rests
Pour plus de détails, voir Fiche technique et Distribution.
The Defense Rests est un film de procès américain réalisé par Lambert Hillyer, sorti en 1934.

## Synopsis
L'assistant d'un avocat véreux est déterminé à mettre fin à ses habitudes de tricheur.

## Fiche technique
- Titre original : The Defense Rests
- Réalisation : Lambert Hillyer
- Scénario et histoire : Jo Swerling
- Photographie : Joseph H. August
- Montage : John Rawlins
- Direction artistique : George Rhein
- Société de production et de distribution : Columbia Pictures
- Pays d'origine :  États-Unis
- Langue : anglais
- Genre : drame
- Format : Noir et blanc - 35 mm - 1,37:1 - Son : mono (Western Electric Noiseless Recording)
- Durée : 70 minutes
- Date de sortie :
  - États-Unis : 15 juillet 1934

## Distribution
- Jack Holt : Matthew Mitchell
- Jean Arthur : Joan Hayes
- Nat Pendleton : Rocky
- Arthur Hohl : James Randolph
- Raymond Walburn : Austin
- Harold Huber : Castro
- Robert Gleckler : Gentry
- Sarah Padden : Mme Evans
- Shirley Grey : Mabel Wilson
- Donald Meek : Fogg
- Raymond Hatton : Louie
- Ward Bond : Hood
- John Wray : Cooney
- Vivien Oakland : Mme Ballou
- Selmer Jackson : Duffy
- J. Carrol Naish : Ballou
- Samuel S. Hinds : Dean Adams
- Lydia Knott (non créditée) : une patiente à l'hôpital